# Linh dương Chinkara
Linh dương Chinkara (Gazella bennettii) là một loài động vật có vú trong họ Bovidae, bộ Artiodactyla. Loài này được Sykes mô tả năm 1831.

## Hình ảnh

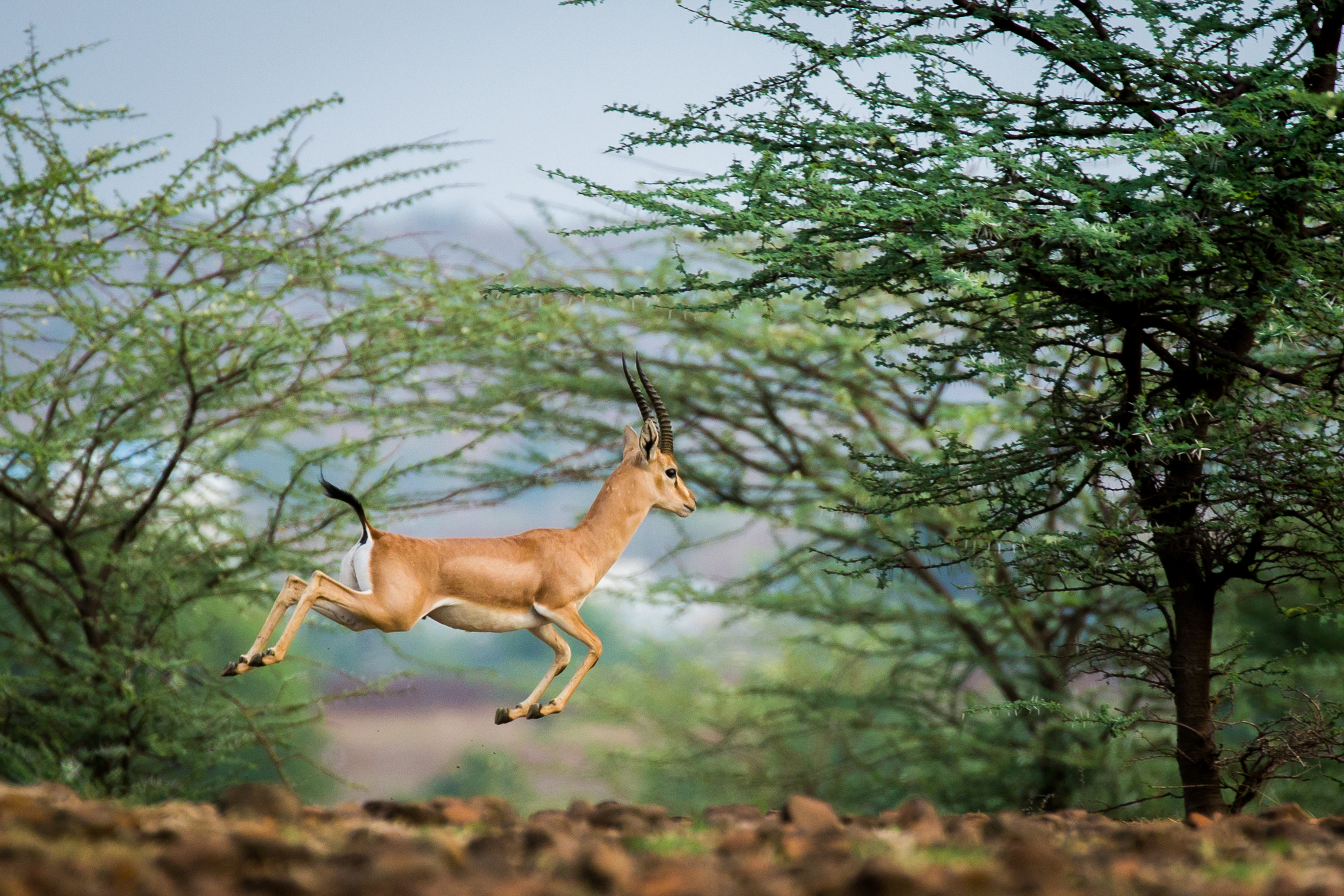
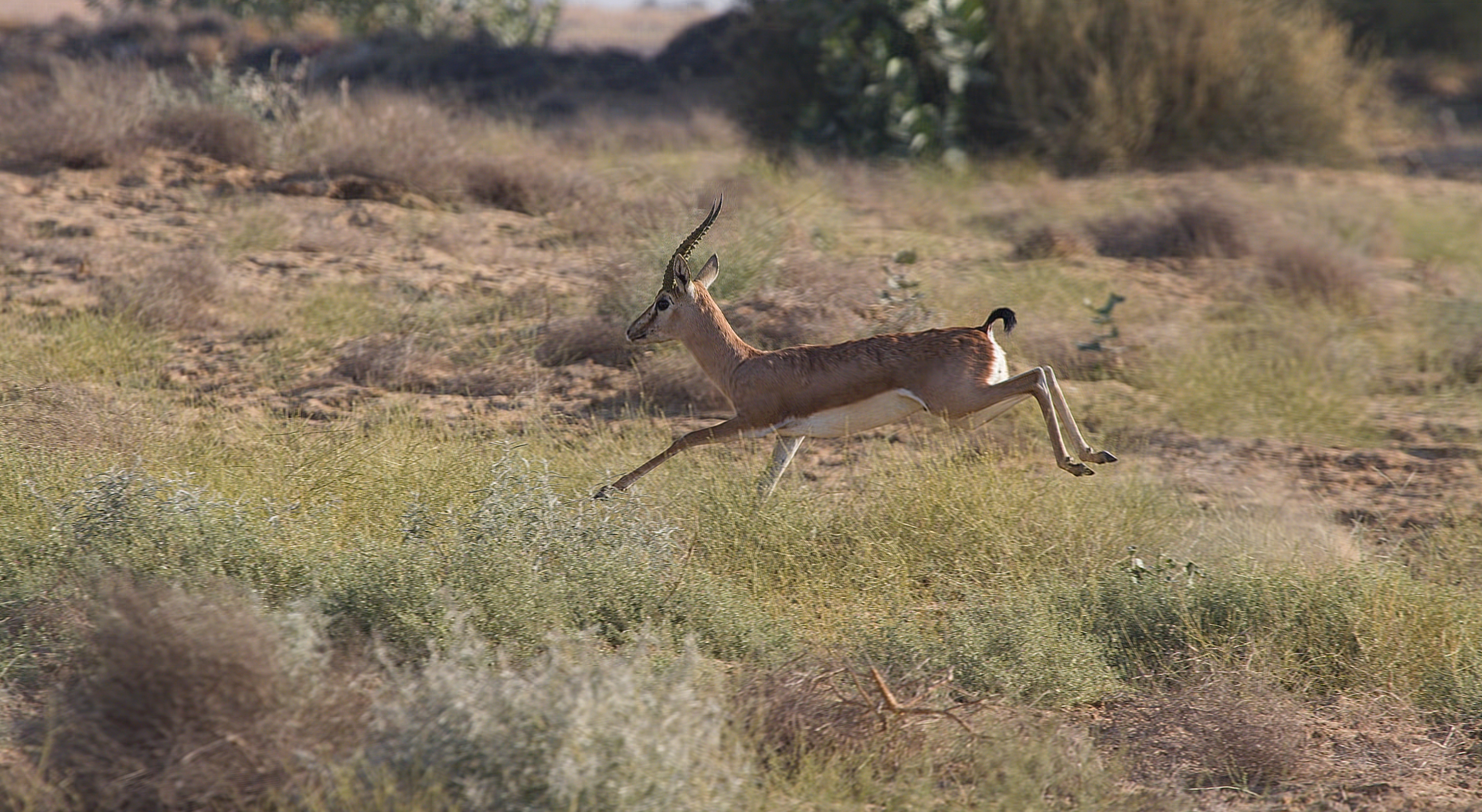
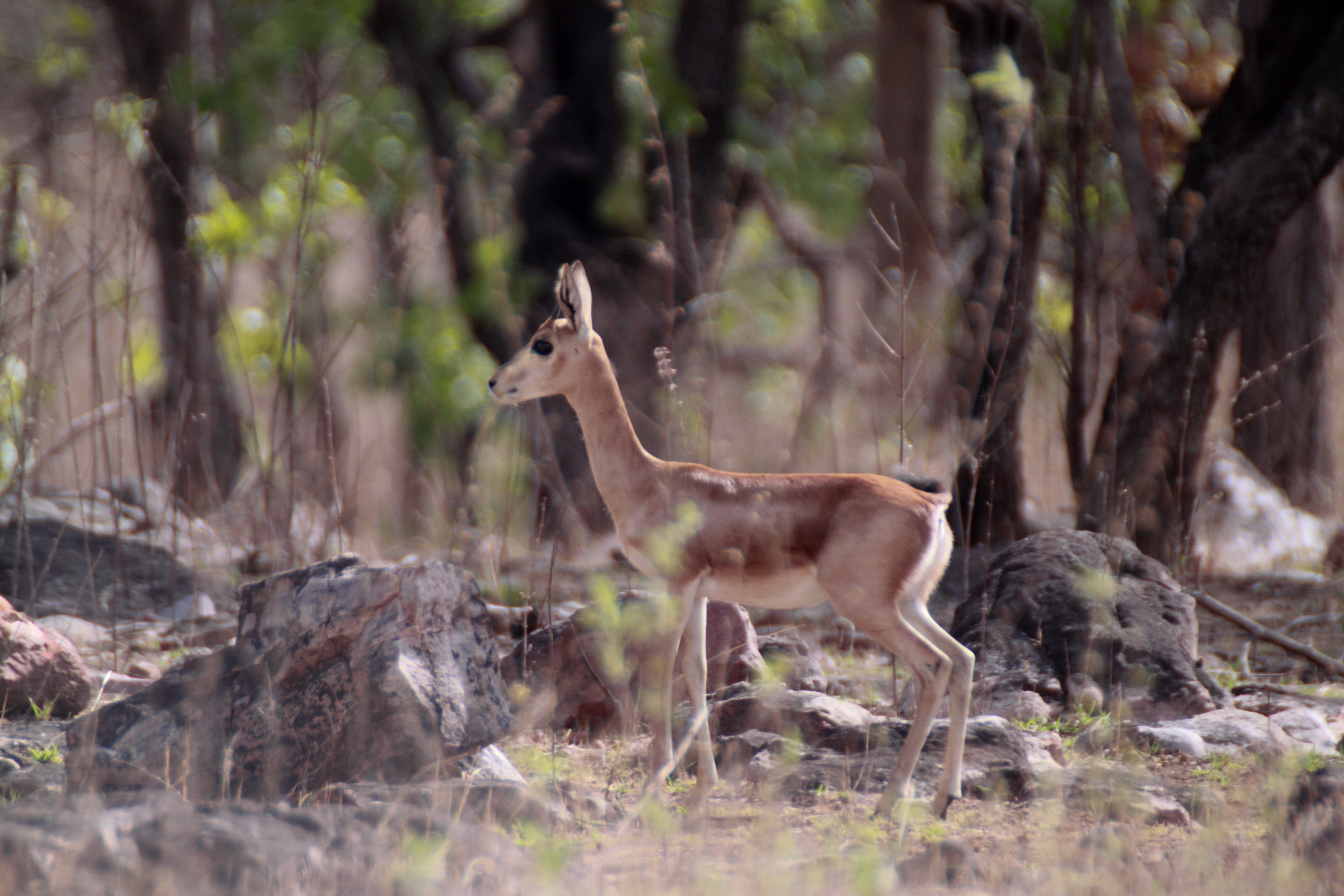